# Harry Duda
Harry Alfred Piotr Duda (ur. 29 października 1944) – polski poeta, dziennikarz, publicysta i wydawca, laureat konkursów literackich, członek Związku Literatów Polskich. Zasłużony Obywatel Miasta Opola.

## Życiorys
Urodził się w miejscowości Košetice w Czechach (podówczas Koschendorf). Mieszkał najpierw na Dolnym Śląsku (Kudowa Zdrój, Jelenia Góra), a od 1956 r. — na Śląsku Opolskim. Szkołę podstawową (nr 3) oraz Liceum Ogólnokształcące im. Adama Mickiewicza ukończył w Prudniku (1962). Ukończył polonistykę w Wyższej Szkole Pedagogicznej w Opolu. 
Był jednym z redaktorów studenckiego miesięcznika „Fama” (WSP w Opolu) i uczestnikiem wydarzeń marcowych 1968, co utrudniło mu początek życia zawodowego.
Po studiach przez dwa lata pracował jako wychowawca internatu, a następnie (przez kolejne 4 lata) był zatrudniony w organizacjach społecznych (Polskie Towarzystwo Ekonomiczne i Liga Ochrony Przyrody). Później został pracownikiem systemu doskonalenia nauczycieli w Opolu jako redaktor wydawnictw oraz czasopism oświatowych: najpierw sekretarz redakcji „Kwartalnika Nauczyciela Opolskiego” (1970 – 1990), następnie (1992 – 2008) redaktor naczelny „Nowego Biuletynu Szkolnego”. Obecnie na emeryturze.
Przez kilkadziesiąt lat, od czasów studenckich począwszy, udzielał się w pracy społecznej, zwłaszcza w dziedzinie życia literackiego, życia środowisk artystycznych, ochrony przyrody oraz upamiętnienia Zbrodni Katyńskiej.
Jako współpracownik Rodziny Katyńskiej w Opolu uczestniczył w czerwcu 1992 r. w podróży do miejsc męczeństwa Polaków w Rosji (Twer, Ostaszków, Miednoje, Katyń) i napisał trzy książki o Zbrodni Katyńskiej: Szlakiem zbrodni — Ostaszków, Twer, Miednoje (reportaż literacki); Szlakiem zbrodni II. Opolanie w Sprawie Katyńskiej (reportaż lit., eseje, z przedmową ks. prałata prof. Zdzisława J. Peszkowskiego); Odrąbani od pnia (publikacja na 70-lecie Zbrodni Katyńskiej, wiersze, przedmowa Marszałka Województwa Opolskiego). Tekst jego autorstwa modlitwy katyńskiej znajduje się na tablicy pamiątkowej (dłuta Mariana Nowaka) w opolskiej Katedrze p.w. Podniesienia Krzyża Świętego (w Kaplicy Jana Dobrego). W r. 2000 był członkiem Komitetu Honorowego Obchodów w Województwie Opolskim 60-lecia Zbrodni Katyńskiej.

## Działalność literacka i dziennikarska
Debiutował w r. 1964 jako poeta na antenie Radia Opole i w „Trybunie Opolskiej”, a jako dziennikarz w „Słowie Powszechnym”, gdzie w latach 1964 — 1966 pracował jako korespondent terenowy.
Współpracował z następującymi gazetami i czasopismami: Słowo Powszechne, Trybuna Odrzańska, Trybuna Opolska, Gazeta Raciborska (jako redaktor naczelny 1991—1992), Gazeta Opolska, Opole, Wczoraj, Dzisiaj, Jutro. Członek redakcji Kalendarza Opolskiego. Łącznie przez 17 lat był stałym współpracownikiem Radia Opole: w latach 1977–1981 współpracował z Redakcją Muzyczną — z red. red. Stanisławem Śmiełowskim (zm. w 2008) i Edwardem Spyrką — a od roku 1994 do 2005 prowadził z red. Ewą Lubowiecką (zm. w 2011) obmyślony przez siebie cykl „Glossatorium”. Autor lub współautor kilkaset audycji radiowych. 
Jego dorobek literacki i dziennikarski rozproszony jest w ponad 130 gazetach i czasopismach oraz w wydawnictwach zbiorowych. Bibliografia jego tekstów obejmuje ok. przez ok. 1800 adresów bibliograficznych. 
Napisał i wydał monumentalne dzieło (prawie 10 tys. linijek) Jezus Chrystus. Poetycka wizja czterech Ewangelii, dedykowane papieżowi Janowi Pawłowi II na 2000-lecie chrześcijaństwa i przekazane mu w Rzymie 22 XII 1999 r. Drugie wydanie ukazało się w Opolu w roku 2012 w Wydawnictwie Cywilizacji Miłości. Ponadto wydał z Nowego Testamentu Apokalipsę św. Jana wierszem.
Zajmuje się też ujęciami poetyckimi (wierszem) ksiąg Starego Testamentu. Przetłumaczył w ten sposób wszystkie księgi dydaktyczne (czyli mądrościowe, w tym Księgę Psalmów) oraz księgi Genesis i Exodus. Część z nich ukazała się drukiem. 
Podejmował również popularyzację nauki – ochrony środowiska, etyki ekologicznej, filozofii medycyny i deontologii lekarskiej. Wieloletni współpracownik światowej sławy hematologa, profesora dra hab. med. Juliana Aleksandrowicza z Krakowa (zm. w 1988), współautor jego książki U progu medycyny jutra (I wydanie — Państwowy Zakład Wyd. Lekarskich Warszawa 1988). W dziedzinie szeroko rozumianej gerontologii współpracował także z prof. dr. hab. psychologii Stanisławem Rogalą z Opola (zmarł w 2015) — jako referent podczas konferencji naukowych organizowanych w Wyższej Szkole Zarządzania i Administracji w Opolu i jako współautor towarzyszących im publikacji — oraz z prof. dr. hab. nauk społecznych Adamem A. Zychem z Wrocławia (będąc współautorem prac zbiorowych pod jego redakcją).
Wiersz H. Dudy pt. Tryptyk Katyński znalazł się w międzynarodowej antologii poetyckiej Katyń w literaturze (I wydanie — „Norbertinum” Lublin 1995).
Był współpracownikiem ogólnopolskiego kapelana Rodzin Katyńskich i Pomordowanych na Wschodzie, ks. prałata prof. Zdzisława Peszkowskiego (zm. 2007 r.). Został autorem m.in. tekstu aktów erekcyjnych dla polskich cmentarzy wojennych w Katyniu i Miednoje (1995), jak również epitafijnych inskrypcji na płytach pokrywających kamienie węgielne pod te cmentarze.
Jako publicysta upowszechniał tematykę zbrodni katyńskiej w rozlicznych opolskich publikacjach prasowych oraz radiowych w Radiu Opole, a za granicą w czasie spotkań w roku 2000 i 2003 z Polonią amerykańską w stanach New Jersey, Pensylwania i Nowy Jork (w Konsulacie RP w Nowym Jorku, 2000), jak też wielokrotnie wśród Polaków na Zaolziu (Republika Czeska) i w Székesféhervár na Węgrzech (1998, w czasie pobytu delegacji pisarzy-opolan) oraz w Niemczech (Saarbrücken, 1993). 
Członek Związku Literatów Polskich od 1977 r. Przez 25 lat wielokrotnie sekretarz i wiceprezes, a od 1990 do 2002 r. prezes opolskiego Oddziału ZLP (przez 3 kadencje); w latach 1997–2000 członek (z wyboru) Zarządu Głównego ZLP. Od 2002 r. członek Warszawskiego Oddziału ZLP. 
Wydawca i redaktor ponad sześćdziesięciu literackich książek autorów opolskich w ramach założonej i kierowanej przez siebie (społecznie) w latach 1989–2002 Oficyny Literackiej „Wers” przy Oddziale ZLP w Opolu (jak dotąd jedyne tego rodzaju i w takim rozmiarze przedsięwzięcie stricte literackie w historii Opola).  
Członek-założyciel (1991) Górnośląskiego Towarzystwa Literackiego w Katowicach i przez jedną kadencję członek jego zarządu. Wieloletni członek Zarządu i Komisji Rewizyjnej nieistniejącego już Klubu Związków Twórczych w Opolu (a w latach 1990 — 1993 wiceprezes ds. artystycznych). Przez wiele lat członek zarządu nieistniejącego już Opolskiego Towarzystwa Kulturalno-Oświatowego i przewodniczący jego Komisji Ochrony Przyrody. 
W latach 1972 — 1994 sekretarz i wiceprezes Zarządu Wojewódzkiego (Okręgu) Ligi Ochrony Przyrody w Opolu. Przez 3 kadencje (od 1994 r.) członek Wojewódzkiej Komisji Ochrony Przyrody przy Wojewodzie Opolskim. W l. 1978–1986 wojewódzki inspektor Straży Ochrony Przyrody w Opolu. 
Inicjator i organizator (w latach 1973—1990) dwudziestu tzw. plenerów poetyckich (autor tej upowszechnionej potem nazwy) m.in. w polskich parkach narodowych. Jego utwory poetyckie z nimi związane znalazły się potem także  w publikacjach albumowych Ojcowskiego i Wolińskiego Parków Narodowych oraz w zasobach archiwalnych innych parków narodowych. 
Harry Duda poświęcał poetycką uwagę również męczeństwu jeńców wojennych na Śląsku Opolskim. Jako od kilkudziesięciu lat prekursor i organizator tzw. plenerów poetyckich zorganizował w lipcu 1998 r. XX Plener Poetycki Opole – Łambinowice (wespół z Centralnym Muzeum Jeńców Wojennych – obiektem wystawienniczym w Łambinowicach). Plonem tego pleneru stały się m.in. jego autorstwa teksty poetyckie wydrukowane potem w tomie wierszy Pasjans na rozdrożu.  Są to jedne z b. nielicznych współcześnie tekstów poetyckich poświęconych b. obozowi jenieckiemu w Łambinowicach (wyjąwszy tzw. poezję obozową autorstwa samych jeńców wojennych). 
Jest autorem znaczącej antologii poetyckiej Przeciwko przemocy wydanej nakładem Centralnego Muzeum Jeńców Wojennych w Opolu i Łambinowicach – z utworami autorów głównie opolskich (choć nie tylko) i zza granicy, silnie osadzonymi również w kontekstach pamięci walk i męczeństwa Polaków.
Dokonał literackiego opracowania pamiętnika Apolinarego Oliwy pt. Gdy poświęcano noże (Opolskie Towarzystwo Kulturalno-Oświatowe, Opole 1973), przedstawiającego historię samoobrony wsi Rafałówka i rejonu Kiwerc na Wołyniu (gdzie A. Oliwa był tejże samoobrony komendantem), chroniącej ludność polską przed zbrodniami nacjonalistów ukraińskich. Była to pierwsza tego rodzaju (pod względem tematycznym) publikacja w województwie opolskim i jedna z pierwszych w Polsce.
O jego twórczości napisano (w Częstochowie i Słupsku) cztery prace magisterskie i trzy licencjackie, a w roku 2015 jego twórczość poetycko-biblijna stała się najszerzej wśród innych analizowanym tematem pracy habilitacyjnej (Małgorzata Nowak, Biblia wierszem dziś, Wyd. KUL Lublin 2015).

## Nagrody i wyróżnienia
Dwukrotnie otrzymał Nagrodę Artystyczną Wojewody Opolskiego (1987, 1994); Nagrodę Literacką im. Marka Jodłowskiego (2000); Nagrodę Artystyczną Prezydenta Miasta Opola (2003); Nagrodę Marszałka Województwa Opolskiego za całokształt twórczości, ze szczególnym uwzględnieniem tematyki katyńskiej (2006); Nagrodę Artystyczną Friends of Art Association (Stow. Przyjaciół Sztuki) w Trenton, New Jersey, USA (2007). Ponadto razem z prof. Julianem Aleksandrowiczem (Profesor pośmiertnie; 1988) otrzymał wyróżnienie w XXVIII Konkursie na Twórczość Popularyzującą Naukę i Technikę (za książkę „U progu medycyny jutra” — nagroda „Kuriera Polskiego” i „Problemów”). 
Zdobywca nagród i wyróżnień w ponad 20 konkursach literackich, m.in. w ramach „Wiosny Opolskiej”, „Łódzkiej Wiosny Poetyckiej”, konkursu „O Nagrodę Skrzydła Ikara” oraz organizowanych przez Radio Szczecin.
Odznaczony został m.in.: Krzyżem Kawalerskim Orderu Odrodzenia Polski (2002), Medalem Komisji Edukacji Narodowej (1999); Złotym Medalem Opiekuna Miejsc Pamięci Narodowej (2011); Złotą Odznaką „Za Zasługi dla Ochrony Środowiska i Gospodarki Wodnej” Ministerstwa Ochrony Środowiska i Zasobów Naturalnych (1990); Odznaką Honorową „Zasłużony dla Kultury Polskiej” (2006); Złotą III stopnia Odznaką Honorową Ligi Ochrony Przyrody „Zasłużony dla ochrony przyrody” (1990); Pamiątkowym „Krzyżem Obrony Kresów Południowo-Wschodnich” (2010); Kombatanckim Krzyżem Pamiątkowym „Zwycięzcy 1945” (2010);  Medalem „Pro Memoria” (2011); odznaką honorową „Za Zasługi dla Województwa Opolskiego” (2010); odznaką „Zasłużony dla Ruchu Regionalnego”. W 2010 r. otrzymał prestiżową na Śląsku Opolskim i Górnym Śląsku Nagrodę im. Karola Miarki.

## Publikacje
- Po omacku (wiersze). w: Obmyślanie miejsca (szkatułka poetycka). Opolskie arkusze poetyckie. Opolska Biblioteka Literacka t. 13. "Śląsk" Katowice 1967.
- Próba ciszy (wiersze). "Śląsk" Katowice 1973.
- 'Apolinary Oliwa, Gdy poświęcano noże (H. Duda – oprac. literackie), OTK-O Opole 1973.
- Zapach dymu (wiersze). "Śląsk" Katowice 1976.
- Pusty zenit (wiersze). "Śląsk" Katowice 1980.
- Godzina światła (poemat), posłowie: Bogusław Żurakowski, Wydawnictwo Łódzkie, Kielce 1985.
- Julian Aleksandrowicz, Harry Duda, U progu medycyny jutra, Państw. Zakład Wyd. Lek. Warszawa 1988, wyd. I.
- Julian Aleksandrowicz, Harry Duda, U progu medycyny jutra, STON Radom 1991, wyd. II.
- Jeśli trwamy w prawdzie (wiersze), "Wers" Opole 1992.
- Notatki ze złudzeń (wiersze), "Miniatura" Kraków 1990.
- Rysunki z natury (wiersze). "Wers" Opole 1992.
- Wilhelm Przeczek, Dym za paznokciami (wybór wierszy), autor i redaktor wyboru Harry Duda. "Wers" Opole 1992.
- Psalmy Dawida wierszem, zbiór I (1 – 25). "Wers" Opole 1991.
- Psalmy Dawida wierszem, zbiór II (26 – 50)."Wers" Opole 1992.
- Psalmy Dawida wierszem, zbiór III (51 – 75)."Wers" Opole 1994
- Psalmy Dawida wierszem, zbiór IV (76 – 100)."Wers" Opole 1994
- Psalmy Dawida wierszem, zbiór V (101 – 125). "Wers" Opole 1995.
- Psalmy Dawida wierszem, zbiór VI (126 – 150). Nakładem autora. "Wers", Opole 1996.
- Szlakiem zbrodni: Ostaszków, Twer, Miednoje (reportaż literacki/literatura faktu), Opolskie Koło Dolnośląskiej Rodziny Katyńskiej we Wrocławiu oraz MW Opole 1994.
- Dyktandomachia, czyli dzieje pułkownika heroikomicznie na dykcję i ortografię rymami rozpisane (groteska poetycka). Wyd. bibliofilskie 40 egz. Opole 1996.
- Przepaść igielnego ucha (wiersze). "Wers" Opole 1997.
- Szlakiem zbrodni II. Opolanie w Sprawie Katyńskiej (reportaż literacki, literatura faktu, esej), wstęp: ks. prałat Zdzisław J. Peszkowski. Wyd. Tadeusz Podkówka Opole 1998.
- Jezus Chrystus. Poetycka wizja czterech Ewangelii, słowo wstępne: ks. bp Adam Dyczkowski, przedmowa: Zbyszko Bednorz, posłowie: Zdzisław Kempf. Wyd. I. Nakładem au-tora. Wyd. bibliofilskie, Opole 1999.
- Jezus Chrystus. Poetycka wizja czterech Ewangelii, Wydawnictwo Cywilizacji Miłości Opole 2012, wyd. II [z klauzulą: Za zezwoleniem władzy kościelnej z dnia 29.08.2012 r. nr 876/12/I)
- Piórkiem po Ameryce (wiersze), wyd. bibliofilskie 150 egz. Ryszard Druch Art Studio, USA, Trenton NJ 2000.
- Pasjans na rozdrożu (wiersze). "Wers" Opole 2000.
- Przeciwko przemocy, wybór wierszy w opracowaniu Harry'ego Dudy. Centralne Muzeum Jeńców Wojennych w Opolu-Łambinowicach Opole 2001.
- Praktyczne wskazówki wydawnicze, WOM Opole 2001.
- Księga Hioba wierszem, STON 2 Kielce 2001.
- Szir Haszirim, czyli Pieśń nad pieśniami Salomonowa wierszem, Wojewódzka Biblioteka Publiczna w Opolu Opole 2004.
- Tadeusz Soroczyński, Wiersze wybrane, autor i redaktor wyboru Harry Duda. Wojewódz-ka Biblioteka Publiczna Opole 2005.
- Treny do Matki (wiersze), posłowie: Stanisław Nyczaj. Woj. Bibl. Publ. Opole 2006.
- Jeremiasza treny, czyli skargi, narzekania i lamentacje wierszem, Oficyna Wydawnicza LEKSEM Łask-Łódź 2008.
- Wiersze amerykańskie. Friends of Art Association, Trenton NJ (USA) i Wojewódzka Bi-blioteka Publiczna Opole 2008.
- Bez poprawności (wiersze). Opole 2009.
- Odrąbani od pnia (wiersze „katyńskie”), Woj. Bibl. Publ. Opole 2010.
- Moje światy poprzednie (wiersze), Konfraternia Poetów, Jubileuszowa Seria XXV-lecia Konfraterni Poetów, Kraków 2010.
- Apokalipsa św. Jana wierszem, Oficyna Konfraterni Poetów – 1986, Kraków 2012.
- Umarli rzucają cienie (wiersze). Oficyna Konfraterni Poetów – 1986, Kraków 2012.
- Księga Koheleta wierszem, Wojewódzka Biblioteka Publiczna Opole 2014.
- Kapsuła niepowrotu (wiersze), Wojewódzka Biblioteka Publiczna Opole 2014.
- Szczekanie ostatniego psa (wiersze), Wojewódzka Biblioteka Publiczna Opole 2015.
- Księga Rodzaju wierszem przez Harry’ego Dudę, Norbertinum, Lublin 2017.
- Zabawa w głuchy telefon, Wyd. Cywilizacji Miłości, Opole 2017.
- Księga Wyjścia wierszem przez Harry’ego Dudę, NATAN, Lublin 2017
- Nosił eter razy kilka. Ridero i Agencja Reklamowa Marek Wołyński, brak miejsca wydania [Kraków i Opole], 2017, 548 s.
- Księga Wyjścia wierszem przez Harry’ego Dudę. Wyd. II zmienione. NATAN, Lublin 2018.
- Nosił eter razy kilka. Ridero [Kraków] i Agencja Reklamowa Marek Wołyński, brak miejsca wydania [Kraków i Opole], wyd. II na zamówienie ECO w Opolu, obwoluta, 2018, 548 s.
- Bramy Thanatosa, WCM, Opole 2018.
- Pościg, Anagram i MW, Warszawa 2019.
- Księga pamfletów, nakładem autora, Opole 2020.
- Korespondencja Jerzego Kozarzewskiego z Harrym Dudą (1992-1995), nakładem autora, Ridero [Kraków], Opole 2020.
- Aniołowie na ulicach Sodomy, Agencja Reklamowa MW, Opole 2020.
- Wiersze pozbierane, Wyd. Cywilizacja Miłości, Opole 2020.
- Dyktandomachia, czyli dzieje Pułkownika heroikomicznie ze słów dowolnych na dykcję i ortografię rymami rozpisane, Ridero [Kraków], Opole 2021